# Ethan Nadelmann
Ethan Nadelmann (n. el 13 de marzo de 1957) es el fundador y director ejecutivo de la Drug Policy Alliance, una organización sin fines de lucro con sede en la ciudad de Nueva York cuyo objetivo es acabar con la Guerra contra las drogas. Ha sido descrito por la Revista Rolling Stone como "La fuerza impulsora para la legalización de marihuana en los Estados Unidos". Ethan Nadelmann es conocido como una crítico y analista de alto perfil de las políticas de control sobre drogas en los Estados Unidos y el resto del mundo.

## Biografía
Nadelmann nació en la Ciudad de Nueva York, en donde fue criado en el seno de una familia judía; su padre fue un rabino. Obtuvo sus títulos de B.A., J.D., y Ph.D. de la Universidad de Harvard y una maestría en relaciones internacionales del London School of Economics. Enseñó política y relaciones públicas en al Universidad de Princeton entre 1987 y 1994. 

## Carrera
Mientras estaba en Princeton, Nadelmann enseñó y escribió bastante sobre política sobre drogas, atrayendo considerable atracción con sus artículos en publicaciones como Science, Foreign Affairs, American Heritage y National Review. También formó el Grupo de Trabajo de Princeton sobre el Futuro del Uso de las Drogas y las Alternativas a la Prohibición de las Drogas.
Luego de que Barack Obama ganara las elecciones presidenciales, Matt Elrod, el director del grupo de reforma a las políticas contra las drogas DrugSense, envió una petición en línea para que Ethan Nadelmann sea el nuevo Zar de las Drogas. Aunque cualquier esperanza de que Nadlemann no fue tomada en serio, la petición indicaba que por lo menos haría al presidente electo Obama pensar dos veces en su elección del Zar de las Drogas. La Drug Policy Alliance nunca hizo lobby en favor de Nadelmann, pero una vez que reportes mediáticos indicaron que James Ramstad (R-MN) sería asignado al puesto la organización urgió a la gente a que se oponga a su asignación debido a su oposición a la marihuana medicinal y el intercambio de agujas, entre otras cosas. El jefe de la policía de Seattle Gil Kerlikowske se convirtió en el siguiente director de la Oficina de la Casa Blanca para las Políticas Nacionales sobre el Control de las Drogas (ONDCP según sus siglas en inglés). La DPA se mostró cuidadosamente optimista sobre la asignación de Kerlikowske.
El 28 de septiembre de 2012, Nadelmann se presentó en el San Francisco Freedom Forum de la Human Rights Foundation. Habló sobre los índices de encarcelamiento de los Estados Unidos, el cual se encuentra en 743 por cada 100.000 personas, y como las políticas estadounidenses contra las drogas estaban afectando ese número.

### Drug Policy Alliance
Nadelmann fundó el Centro Lindesmith 1994, un instituto para políticas públicas sobre las drogas creado con el apoyo filantrópico de George Soros. Seis años después el Centro se fusionó con la Drug Policy Foundation fundada por Kevin Zeese y Arnold Trebach. La fusión pasó a llamarse Drug Policy Alliance, un grupo de apoyo a políticas públicas sobre las drogas "basado en ciencia, compasión, salud y derechos humanos". Como Director Ejecutivo de la Drug Policy Alliance, Nadelmann tiene un enfoque de salud pública - en lugar de uno de la justicia criminal - a la Guerra Contra las Drogas, apoyando la aplicación de principios de reducción de daños.
El 20 de diciembre de 2012, la organización pagó por una propaganda de página completa en el New York Times para celebrar la legalización de la marihuana en los estados de Washington y Colorado en los Estados Unidos, marcando "el comienzo del fin de una costosa e injusta guerra contra las drogas". La propaganda agradecía a varios políticos, entre ellos el expresidente Bill Clinton y el congresista Ron Paul, por sus esfuerzos en la lucha contra la guerra contra las drogas.

## Críticas a las políticas sobre las drogas

### En América Latina
Nadelmann se ha referido a las políticas sobre drogas de los Estados Unidos en América Latina como brutales y prohibicionistas. Aboga por la legalización de las drogas en América Latina.

### En los Estados Unidos
Nadelmann ha sido un importante promotor de leyes menos restrictivas para el cannabis en los Estados Unidos, incluyendo su legalización para fines medicinales, la regulación de su uso recreacional, y la imposición de penalidades civiles en lugar de criminales para aquellos que sean atrapados con posesión de cantidades pequeñas de cannabis.
Nadelmann ha demostrado optimismo sobre el futuro de las políticas sobre las drogas bajo el gobierno del presidente Obama, pese a las declaraciones realizadas por el presidente estadounidense en las que indicó en 2012 que no consideraba apropiado la legalización de la marihuana a nivel federal.